# Cybook Opus
Cybook Opus er en dedikeret letvægts-e-bogslæser fra det franske firma Bookeen. Cybook Opus kommer med en 5" skærm, den fylder 151 × 108 × 10 mm (HxLxB) og vejer 150 g. I Danmark distribueres den igennem Gyldendal, som har solgt den gennem sin netboghandel siden foråret 2010.
Skærmen på Cybook Opus leveres med en opløsning på 600 x 800 i 200 dpi og i 4 gråtoner. Bookeen benytter sig af "E Ink" teknologi, som skaber en papirlignende kontrast og gør at man kan læse på skærmen selv i direkte sollys. Det genopladelige og udskiftelige batteri holder ca 2 uger eller 8.000 bladringer på en opladning. Hukommelsen udgøres udover af 32 MB RAM af MicroSDkort.
Cybook Opus understøtter følgende filformater:
- ePUB
- PDF
- HTML
- FB2
- TXT
- JPG
- GIF
- PNG

Læseren har en såkaldt "G-sensor" indbygget, der registrerer hvordan læseren vender og viser derefter indholdet på skærmen i enten "portræt" eller "landskab".